# Mark Fisher (építész)
Mark Fisher (Warwickshire, Anglia, Egyesült Királyság, 1947. április 20. – 2013. június 25.) brit építész, leginkább látványos rockkoncertek színpadainak tervezéséről volt ismert.

## Pályafutása
1971-ben végezte el az Architectural Association School of Architecture építészeti iskolát Londonban. 1977 óta tervezett díszleteket koncertekhez, televíziós műsorokhoz, színházba, eseményekre. 1994-ben megalapította saját cégét, a Stufisht, vagyis a Mark Fisher Studio-t. A leglátványosabb színpadi díszleteket tervezte, a szakmában az egyik legnagyobbnak tartották. A látványra többet adó előadók őt választották.
Többször dolgozott Jean-Michel Jarre-nak, Roger Watersnek és a Pink Floyd-nak. Az 1989-es berlini The Wall Live in Berlin koncert díszlete is a nevéhez fűződik, illetve a U2 360 fokos színpada. 
Többek között a következőknek alkotott: The Rolling Stones, Tina Turner, Genesis, Peter Gabriel, Phil Collins, Cher, Queen, AC/DC, Robbie Williams, Take That, Mylène Farmer, Janet Jackson, Johnny Hallyday, Van Halen, Pink.
Különböző díjkiosztó műsorok és események: MTV Video Music Awards, MTV Movie Awards, VH1 Awards, Brit Awards, Moszkva 850. születésnapja (1997), Torinói Téli Olimpia nyitó és záróünnepség (2006), Pekingi olimpia nyitó és záróünnepség (2008), Ázsiai Játékok (2010), 2010-es labdarúgó-világbajnokság.
A londoni 2012. évi nyári olimpiai játékok nyitó és záróünnepségének dizájnja is az ő nevéhez fűződik.

## Kitüntetései
- A Brit Birodalom Érdemrendje Tisztikereszt (2000)